# John George Haigh
John George Haigh (24. července 1909 Stamford (Lincolnshire) – 10. srpna 1949 Londýn) byl anglický sériový vrah.
Byl znám především tím, že svoje oběti rozpouštěl v sudech s kyselinou. Byl aktivní ve čtyřicátých letech 20. století. Bylo prokázáno, že zavraždil šest lidí, sám ale tvrdil, že obětí bylo devět. Orgány byly rozpuštěny v kyselině sírové. Změnil doklady o majetku svých obětí a prodával ho za značné množství peněz. Haigh jednal v přesvědčení, že policie potřebuje těla obětí, aby ho bylo možné odsoudit. Byl odsouzen k trestu smrti oběšením. Rozsudek smrti byl vykonán 10. srpna 1949.

## Život

### Mládí
John George Haigh se narodil ve Stamfordu, Lincolnshire a vyrostl ve vesnici Outwood. Jeho rodiče, John Robert a Emily rozená Hudson, byli členy plymouthského bratrstva, konzervativní protestantské sekty, kteří zastávali strohý způsob života. Byl odsouzen k životu, kde měl uzamčen okolní svět deset stop (3 metry) vysokou zdí okolo jejich zahrady. Haigh později tvrdí, že měl opakující se noční můry z tohoto náboženství, i přes tato vyvinul velkou dovednost u klavíru, na který se naučil hrát doma.
Haigh získal stipendium gymnázium Queen Elizabeth ve Wakefieldu. Poté vyhrál další stipendium do Wakefieldské katedrály, kde se stal vokalistou.
Po škole se vyučil ve firmě motorových inženýru. Po roce odešel a přijmul zaměstnání u pojišťovny a reklamní společnosti. Ve 21 letech by vyhozen poté, co byl podezřelý z krádeže u pokladny.
Roku 1936 se přestěhoval do Londýna, kde se nechal zaměstnat jako osobní šofér u bohatého obchodníka Williama McSwana. Kromě toho se pod falešným jménem vydával za advokáta a za zdánlivě výhodné sumy naivním obětem prodával akcie, o kterých tvrdil, že patřily jeho zesnulým klientům. Podvodné obchody a krádeže mu vysloužily několik let ve vězení.

### Kyselinové lázně
Roku 1943 byl propuštěn na svobodu a stal se účetním inženýrské firmy. V následujícím roce v Londýně náhodou narazil na svého bývalého zaměstnavatele Williama McSwana. Haigh se později přiznal, že ho udeřil do hlavy poté, co ho nalákal do pronajatých sklepních prostor, k čemuž mělo dojít 6. či 9. září 1944. Následně jeho tělo umístil do 40galonového sudu a zalil koncentrovanou kyselinu sírovou. O dva dny později se vrátil zkontrolovat, jestli se tělo rozpustilo, a obsah sudu vylil do kanálu.
Williamovým rodičům namluvil, že jejich syn odjel z města, aby nemusel narukovat do armády. Když se však 2. světová válka chýlila ke konci, pojali podezření, že s ním něco není v pořádku, když se stále nevrací. 2. července 1945 je Haigh zavraždil stejným způsobem jako Williama.
Haigh ukradl penzijní šeky Williama McSwana a prodával je, ukradl asi 8 000 liber a přestěhoval se do Onslow Court Hotel v Kensingtonu. V létě roku 1947 Haigh utratil své peníze hazardem. Aby vyřešil své finanční problémy, našel, zabil a okradl pár dalších lidí. Dr. Archibalda Handersona a jeho ženu zabil poté, co předstíral zájem o dům, jenž prodávali.
Najal si malou dílnu, kam přesunul své zásoby kyseliny a sudů. Dne 12. února 1948 odjel do Crawley, kam s sebou odvezl i Handersona. Doktora zde střelil revolverem do hlavy, který mu krátce před tím ukradl z domu. Poté lákal jeho ženu do jeho dílny, že prý Handerson onemocněl, a když přišla, zastřelil ji také.
Po rozpuštění těl napsal dopis, kde prodal všechen jejich majetek za 8 000 liber (kromě psa a motorového vozidla, které si nechal).